# Järntorget, Stockholm

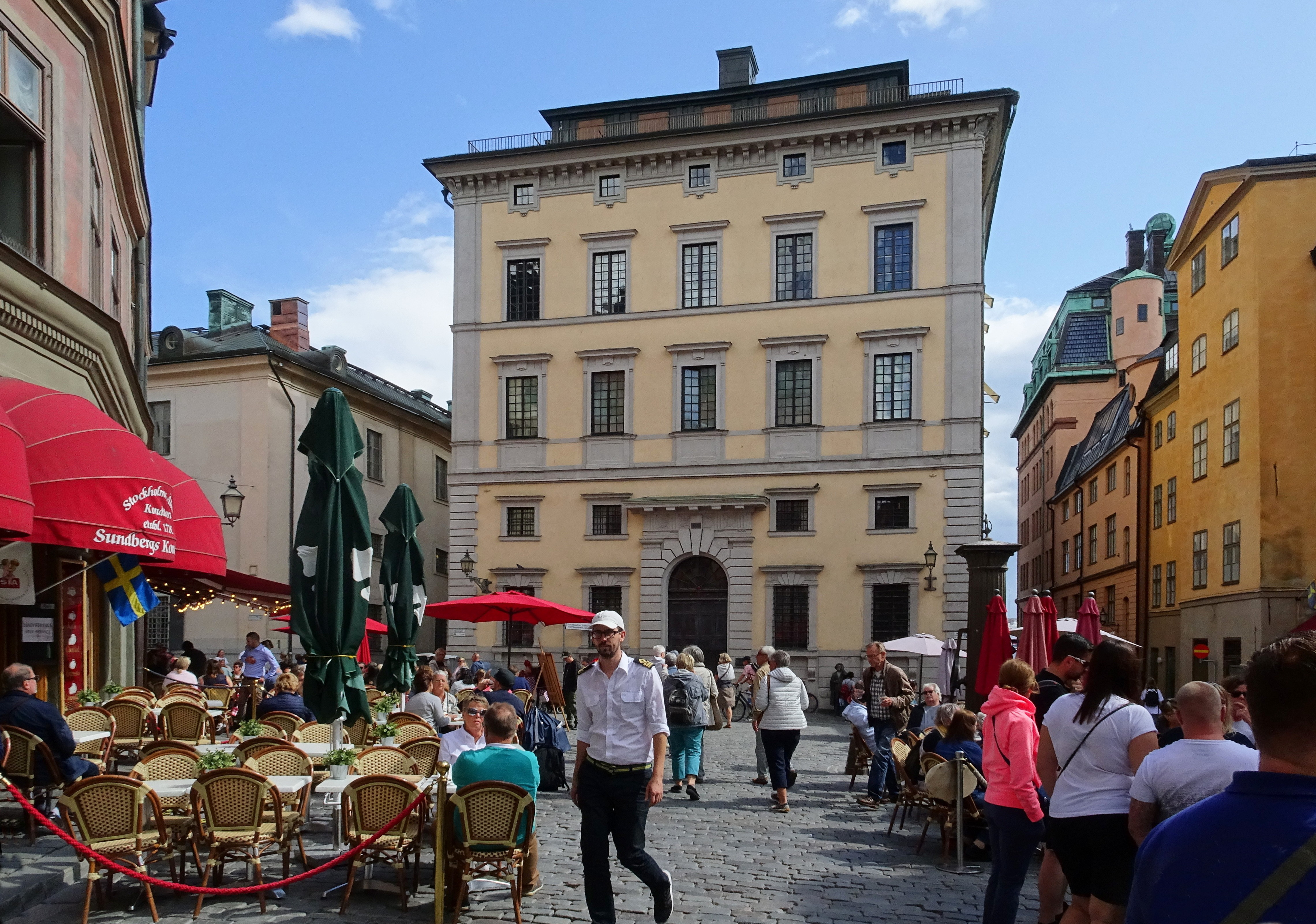
Järntorget mot öster i augusti 2019. Rakt fram syns Södra Bankohuset.

Järntorget är en historisk plats och ett torg i södra delen av Gamla stan, Stockholm. Här möts Västerlång- och Österlånggatan. Namnet påminner om den järnhantering som fanns här fram till 1662.

## Historik

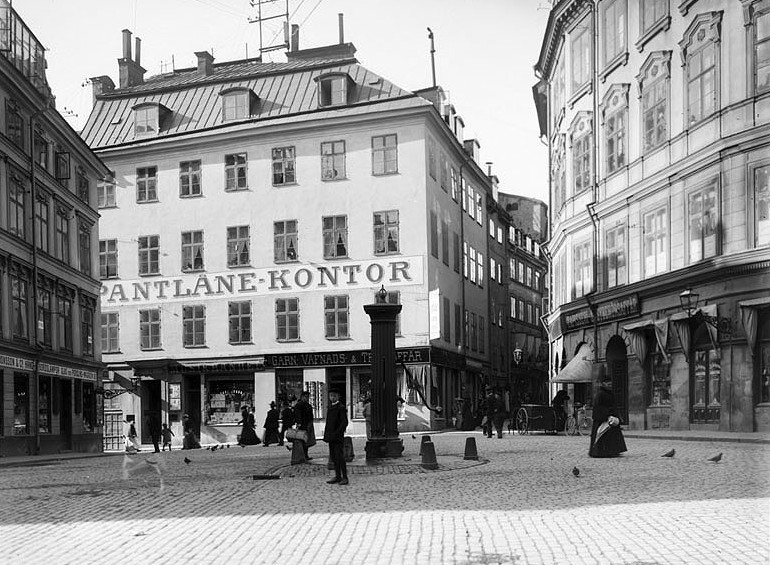
Järntorget mot väst med pumpen 1902.

Det äldsta säkra belägget för namnet Järntorget (Jerntorgith) är från 1489. Namnet hänger samman med att torget blev upplagsplats för huvudsakligen stångjärn, som för export skeppades från hamnar i Mälaren till huvudstaden. Tidigare hade torget använts för lagring av säd och kallades då Korntorget (Korntorgh). Sista gången torget benämns Korntorget är 1513. Karl IX förordnade 1605 att ett halvdussin värdshus skulle upprättas i staden för att underlätta handeln. Fem av dem kom att upprättas runt Järntorget.
Intill torget, i nuvarande kvarteret Pluto, stod Våghuset, stadens officiella järnvåg. Våghuset byggdes på 1400-talets mitt och revs i 1700-talets början när Södra Bankohuset uppfördes. Vågens verksamhet flyttades 1662 till Järngraven på Södermalm.
Vid Järntorgets sydöstra sida, i kvarteret Pluto, byggdes mellan 1675 och 1735 Södra Bankohuset för Riksbanken, då Rikets Ständers Bank. Projektet genomfördes i tre etapper med Nicodemus Tessin den äldre, Nicodemus Tessin den yngre och  Carl Hårleman som ansvariga arkitekter. Bankohuset är byggnadsminnesmärkt sedan 1935 och var en av de första byggnaderna i norra Europa som uppfördes direkt för bankändamål. 
På trottoaren utanför huset står en staty föreställande Evert Taube, skapad 1985 av skulptören Karl Göte Bejemark. Platsen är lämplig, eftersom Taubes stamkrog Den gyldene freden endast ligger ett tjugotal meter härifrån. Vid Järntorget ligger också Sundbergs konditori, som grundades 1785 och kallar sig Stockholms äldsta. Mitt på torget står Järntorgspumpen, en av Stockholms få kvarvarande offentliga pumpar, dock inte längre i funktion.

## Bilder

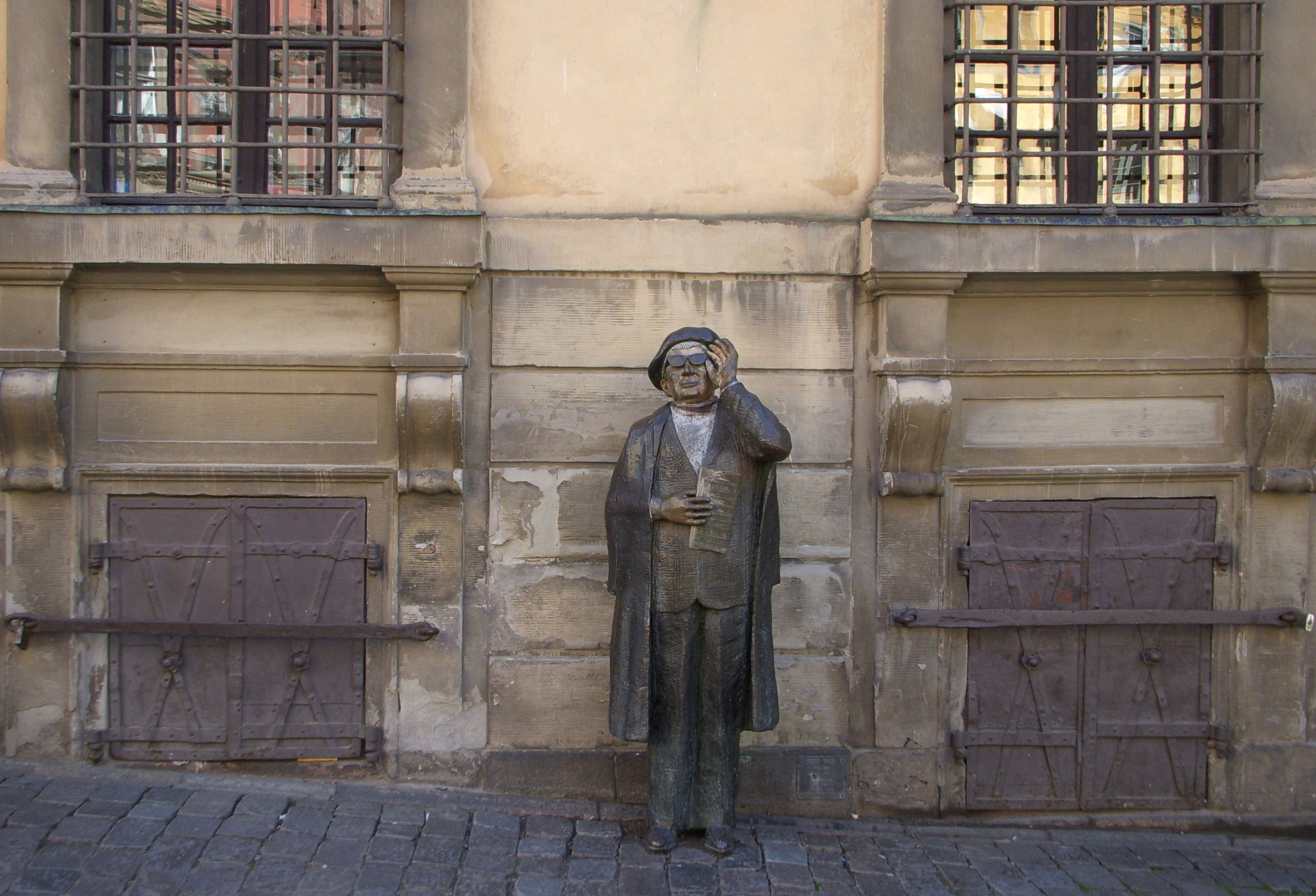
Bejemarks skulptur visande Evert Taube.
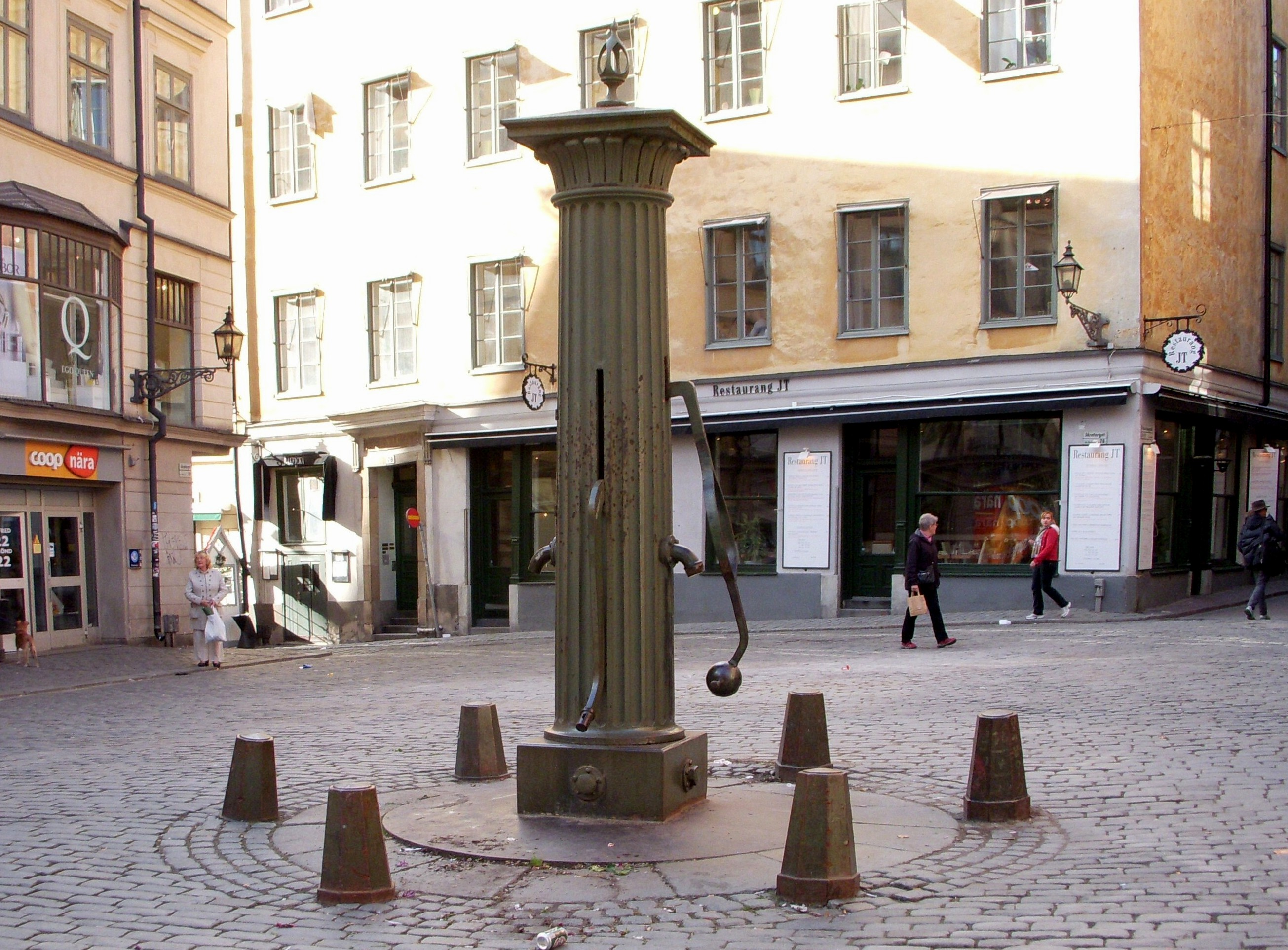
Järntorgspumpen.
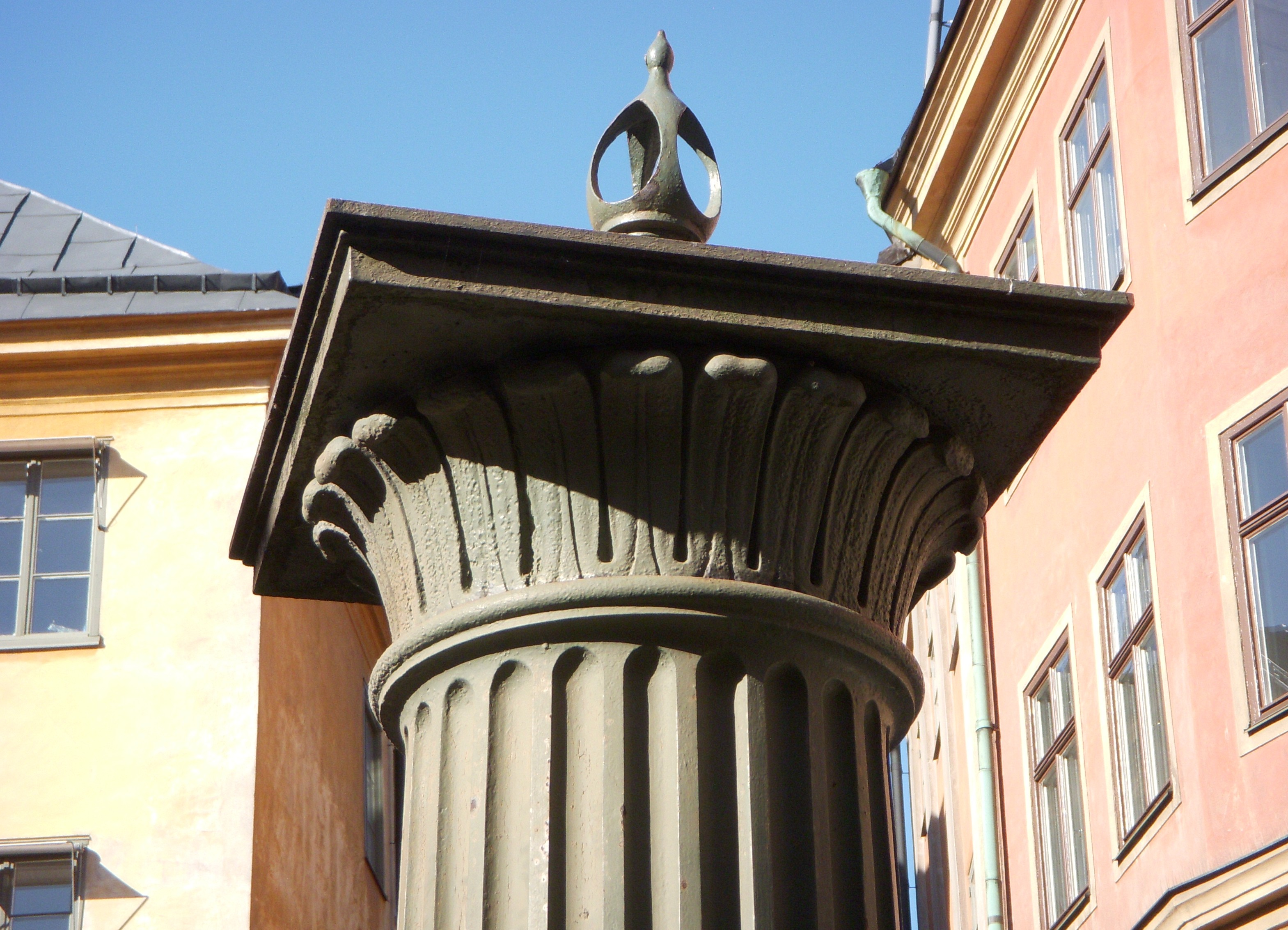
Järntorgspumpen, detalj.
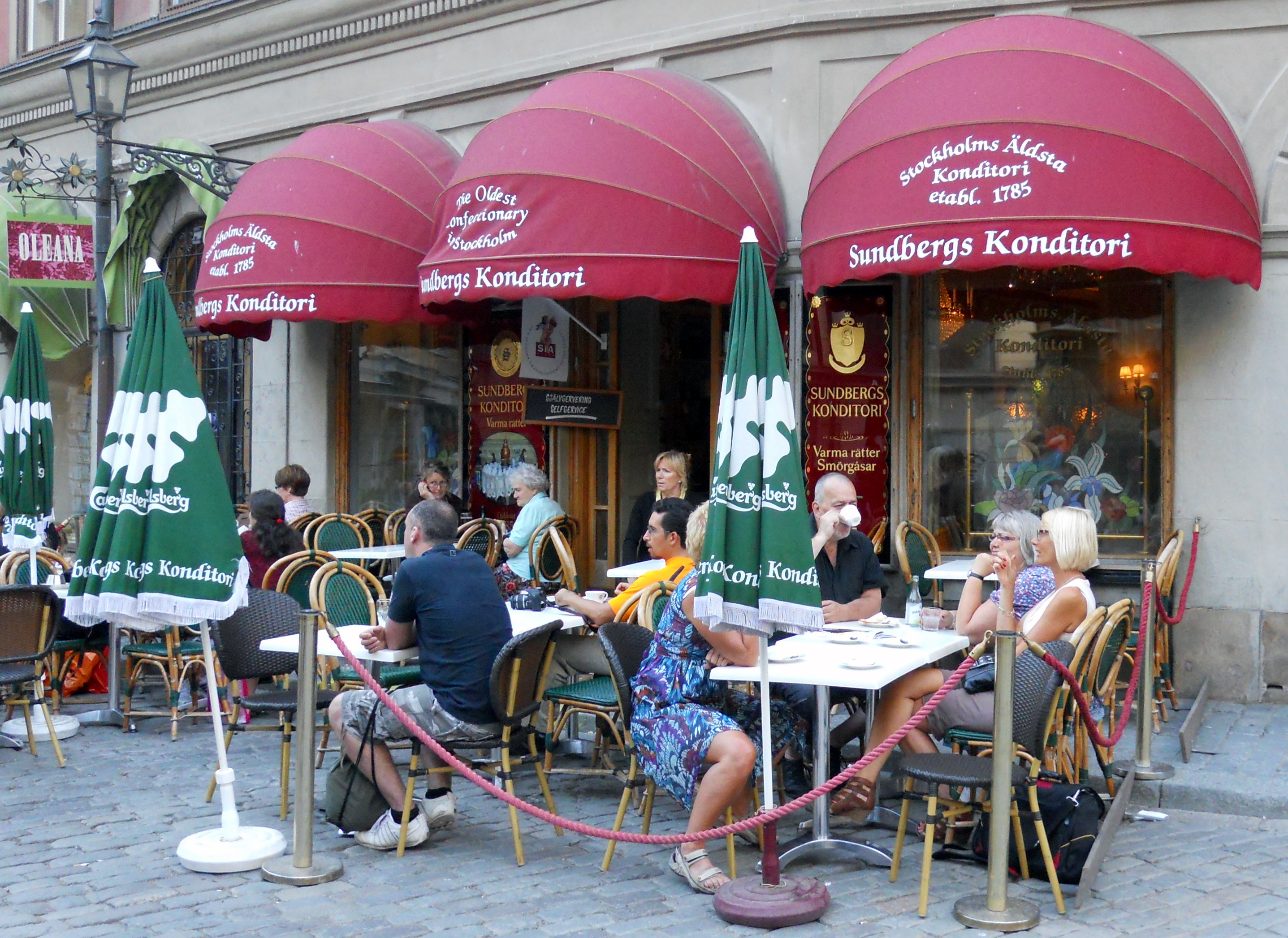
Sundbergs konditori.
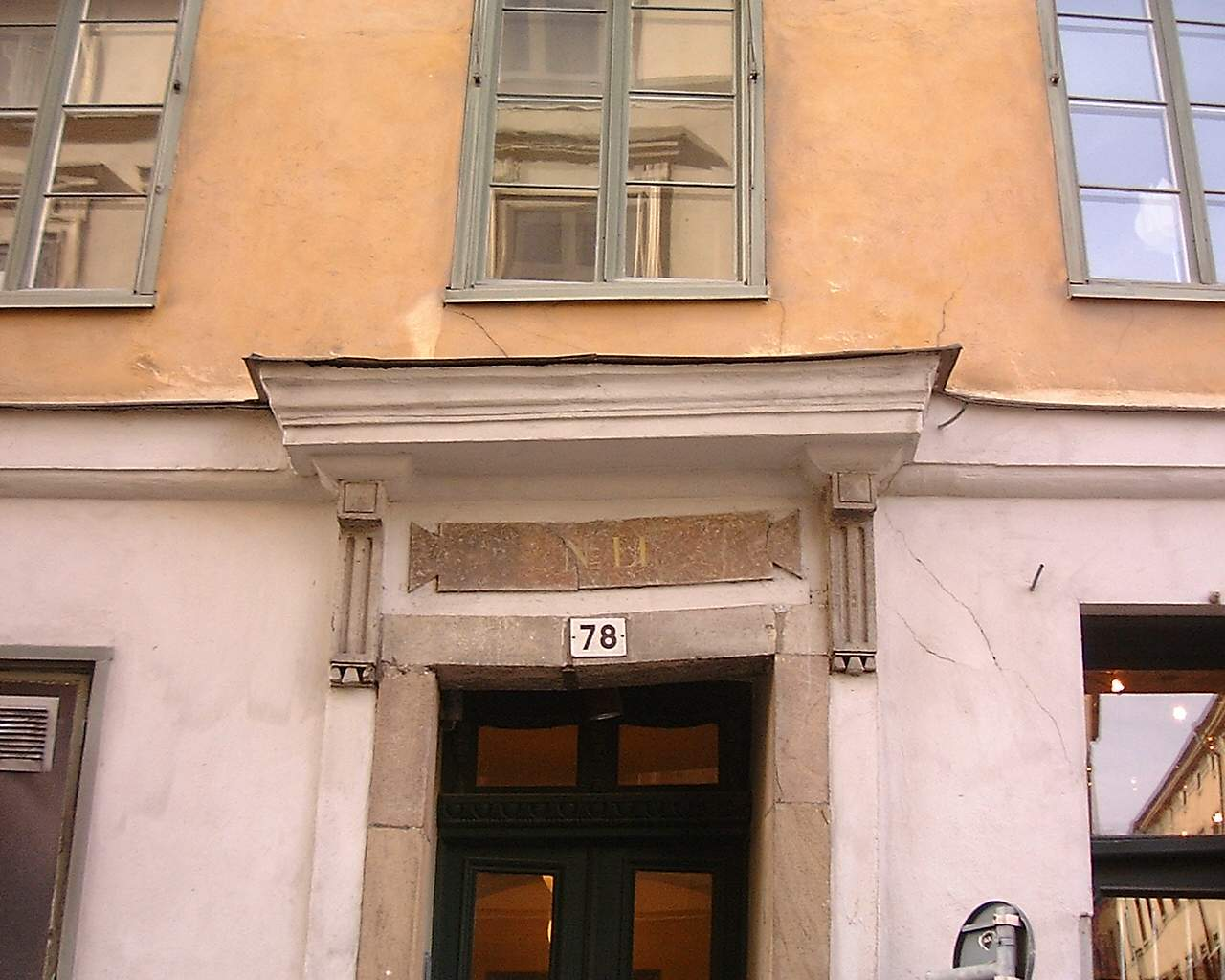
Portal Järntorget 78.

## Järntorget, en vinterdag 1691

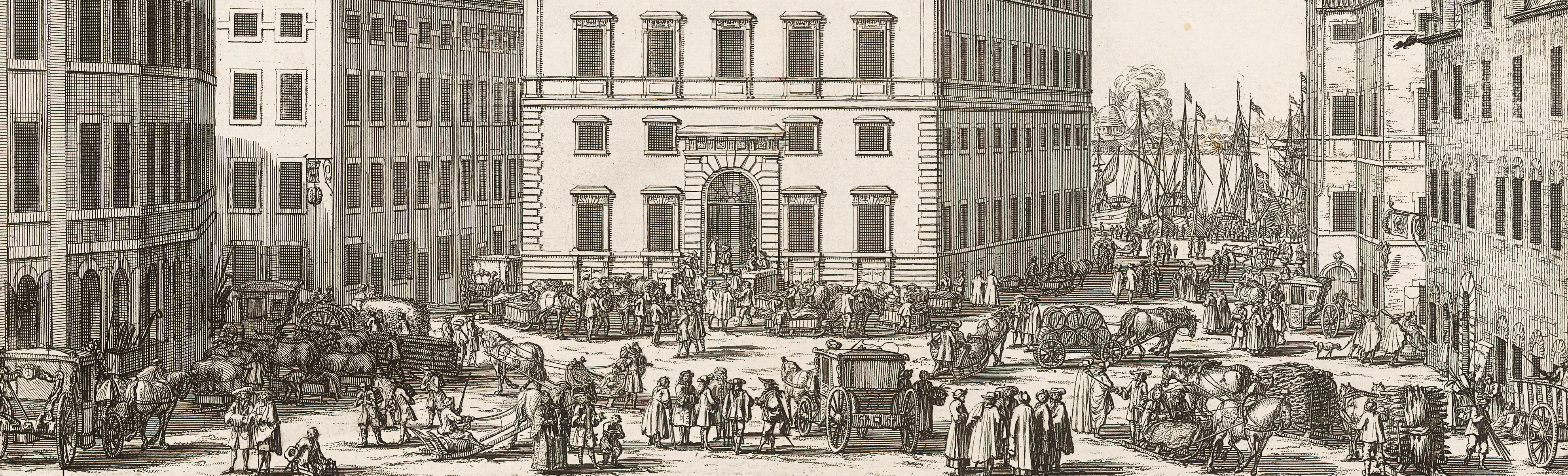
Livet på Järntorget vintern 1691 enligt Erik Dahlbergh. På torget ligger snömodd och många har anlänt med släde. Det pågår livlig handel. Källaren "Tre Kronors" skylt syns på Alardiska husets hörn mot torget längst till vänster och värdshuset "Blå Örns" skylt med vinlövskrans hänger på hörnhuset till höger. Byggnaden i mitten är Södra Bankohuset.

## Byggnader i urval
- Södra Bankohuset
- Norra Bankohuset

## Fotnoter
1. ↑  Fil. Dr Åke Ohlmarks; Oscar Wieselgren, Vera Siöcrona (1953). Boken om Gamla stan. Stockholm: Förlagsaktiebolaget Boken
2. ↑  Tellström, Richard,. Från krog till krog : Svenskt uteätande under 700 år. sid. 67. ISBN 978-91-27-14591-7. OCLC 1085387206. https://www.worldcat.org/oclc/1085387206. Läst 5 december 2020
3. ↑  “Jernwågen, som 1662 började flyttas, från Jerntorget och gamla Wåghustomten, till gamla Stadsgrafwen, som i äldre tider blifwit, wid Södra Malmen, till stadens förswar, anlaggd.” (Ur Stockholms Stads Historia, från stadens anläggning till närwarande tid, utgiven av Nils Lundequist på Zacharias Hæggströms förlag)